# جوناس زیکرت
جوناس زیکرت (انگلیسی: Jonas Zickert؛ زادهٔ ۲۵ اوت ۱۹۹۷) بازیکن فوتبال اهل آلمان است.
از باشگاه‌هایی که در آن بازی کرده‌است می‌توان به باشگاه فوتبال انرژی کوتبوس اشاره کرد.